# باول باسي
باول إدوارد باسي (بالفرنسية: Paul Passy)‏ (1859-1940) عالم لغويات فرنسي، ومُنشئ الجمعية الصوتية الدولية في 1886، ومساهم أساسي في إنشاء وتطوير الألفبائية صوتية دولية.